# 白洋淀足球场
白洋淀足球场，2008年11月26日，更名为杨浦区青少年业余足球学校。位于上海市杨浦区定海路街道周家嘴路4214弄22号，是杨浦区体育局下属的专门培养足球后备人才的基地。拥有3片标准足球场，并建有800多平方米的运动员宿舍，1200平方米的室内训练房和200平方米的健身房。

## 历史
白洋淀原为大宅和沈家桥两个自然村的农田，部分是坟地。民国10年（1921年），日商在此建公大纱厂时，越界挖地取土，填高地基，将这块土地挖成品字形的三个大坑，平均深度在3米左右，最深处达6～7米，日久积水形成3个大水潭，俗称白洋淀。亦称大水潭、白洋潭。1954年1月，上海市工务局园场管理处征地10.91万平方米并于1955年5月在此建立沪东大水潭苗圃，培育苗木和繁殖草皮。
1956年1月，上海市人民委员会将位于南部的主要水面和旁边约6.1万平方米土地拨给上海市体育运动委员会作为开展划船活动的场所。同年8月，又转交杨浦区体育运动委员会使用，为杨浦区划船运动站。1957年3月，杨浦区人民委员会、上海市城市规划建筑管理局、上海市园林处会商决定将该处原有土地仍拨归上海市园林管理处并辟建为以划船活动为主的公园。白洋淀公园于1959年动工建设，在建设过程中，征用近平凉路4700平方米的土地和大水潭两边1.4万平方米土地。1962年上半年，白洋淀公园正式建成开放。面积12.8万平方米，其中水面积约5万平方米。同年8月18日，由于白洋淀公园地势低洼，经常积水和经费拮据等原因而关闭。
1964年，改建为白洋淀天然游泳场，1972年，因无法调节水质而停止开放。1980年，改建为占地面积达3.7万平方米的白洋淀足球场。辟有3片大型足球场，场上养植草皮。1982年，杨浦区足球学校迁入白洋淀足球场。1984年，增建门房间、更衣室、浴室、饭厅。

## 现状
白洋淀足球场与杨浦区青少年业余体育学校足球分校合署。2003年1月6日，上海申花SVA文广足球俱乐部与白洋淀足球场签订协议，合作建立上海申花SVA文广杨浦青少年足球训练基地。2012年上海市久事强生乒乓球俱乐部入驻白洋淀足球场，开展各类乒乓球活动和比赛。目前，白洋淀足球场的三片大型标准足球场每周六下午、周日全天对社会开放，室内羽毛球馆全天对社会开放。